# Ctenusa gilva
Ctenusa gilva là một loài bướm đêm trong họ Noctuidae.